# Новоселицький район в особах
Новоселицький район в особах

## А
- Агратіна Георгій Іванович — музикант-цимбаліст. Народився 5 квітня 1948 року в селі Маршинці Новоселицького району. Народний артист України. Старший викладач Київської консерваторії.
- Александрі Васіле — класик румунської і молдавської літератури, фольклорист. Народився 21 липня 1921 року в Бакеу. Освіту здобув у 1834—1839 роках у Парижі. Біографія і творчість письменника тісно пов'язана з Буковиною. 1848 року жив у селі Чорнівка, де працював над циклом лірики «Дойни» і «Конвалії».
- Андрущенко Володимир Петрович — журналіст, прозаїк, публіцист. Народився 26 липня 1943 року в смт Ситківці на Вінниччині. 1968 року переїхав у Новоселицю, де до 1977 року очолював редакцію районного радіомовлення. Автор книг нарисів і бувальщин «Лелеки прилітають на щастя» та «За покликом серця».

## Б
- Беженару Іон — письменник, фольклорист, педагог, учений, доктор філологічних наук. Народився 1930 року в селі Динівці Новоселицького району. Закінчив кілька навчальних закладів, захистив докторську дисертацію. Переклав румунською мовою легенди і казки народів Автономної Республіки Комі. Видав книги казок і легенд «Перлини матері», «Казки Пероліце». Низку творів Беженару екранізовано й поставлено на сцені Кишинівського лялькового театру «Ликурии». Підготував і видав для учнів і вчителів ряд програм, кілька підручників і методичних посібників з питань вивчення румунської мови і літератури. Живе у Кишиневі.

## В
- Васкан Василь Васильович — український поет, заслужений працівник культури України (2006). Народився 4 листопада 1941 року в селі Котелеве Новоселицького району. У 1996—1998 роках був головою Новоселицької районної державної адміністрації. Автор слів та музики гімну Новоселицького району.
- Ватаману Іон — поет, прозаїк, науковець. Народився 1 травня 1937 року у селі Костичани Новоселицького району. Автор низки поетичних і публіцистичних книг. Помер 1993 року. Похований у Кишиневі.
- Воробкевич Григорій Іванович — український поет. Народився 1838 року в Чернівцях. Своїми найкращими творами посів помітне місце в літературному процесі на західноукраїнських землях у другій половині минулого століття. У 1880-х роках жив у Топорівцях. Помер 1884 року. Похований у Чернівцях.

## Г
- Гаврилюк Йосип Федорович — поет, публіцист, краєзнавець. Народився 1 січня 1946 року в селі Велика Чернявка, нині Вишневе Ружинського району Житомирської області. Закінчив факультет журналістики Київського університету. Вірші, оповідання і гуморески друкувалися в обласних газетах «Молодогвардієць», «Прапор перемоги», «Луганская правда» (Луганськ), «Молодий буковинець» (Чернівці). Його нариси вміщено в колективних збірках «Удостоєні найвищої нагороди», «В єдиному народногосподарському плані», які вийшли у світу видавництві «Карпати». Разом з журналістом В. Михайловським здійснив літературний запис документальної повісті «Росяні світанки» доярки колгоспу «Дружба народів» Новоселицького району Л. О. Главицької. Автор двох путівників «Новоселиця».
- Грубер Йона Ісаакович — єврейський поет і перекладач. Писав німецькою мовою. Народився 7 березня 1908 року в селі Бояни Новоселицького району, навчався у Чернівцях, Австрії, Польщі. Закінчив 1938 року Краківський університет. Від 1940 року був на педагогічній роботі. Почав друкуватися у 1930-х роках. Першу збірку віршів «Геть з міста» і повість «Візник» видав 1938 року у Варшаві. У наступні роки вийшли: збірка поезій «Сонце на порозі» (Чернівці, 1940) і повість «Початок» (1943). 1968 року у перекладі українською мовою опубліковано збірку поезій «Розплющеними очима». Помер 14 січня 1980 року в Києві.

## Є
- Єфтеньєв Руслан Іванович — спортсмен. Народився 1973 року в Новоселиці. Майстер спорту СРСР з велоспорту на треку. Неодноразовий призер і переможець республіканських і міжнародних турнірів. Майстер спорту України з самбо. Неодноразовий переможець і призер республіканських і міжнародних турнірів.

## Ж
- Житар Андрій Георгійович — художник. Народився 1954 року в селі Малинівка Новоселицького району. Член Спілки художників України. Закінчив Кишинівське художнє училище. Виставки його робіт влаштовувалися в Україні і за кордоном.

## К
- Каптар Федір Костянтинович — музикант. Народився 1923 року в селі Костичани Новоселицького району. 1948 року створив оркестр народних інструментів при Костичанському будинку культури, якому 1973 року надали звання «Народний самодіяльний». 1980 року Каптар став заслуженим працівником культури України, 1982 році — народним майстром Молдови. Помер 1995 року. Похований у селі Костичани.
- Кирил Георгій Васильович — спортсмен, тренер. Народився 1954 року в селі Маршинці Новоселицького району. Майстер спорту по самбо і дзюдо. Виховав ряд спортсменів, які є переможцями і призерами республіканських і міжнародних турнірів. Працює головою Новоселицького міжгосподарського фізкультурно-оздоровчого клубу «Колос».
- Криган Григорій Георгійович — прозаїк. Народився 1941 року в селі Тарасівці Новоселицького району. Член Спілки письменників України. Автор кількох книжок нарисів і прози. Працює заступником головного редактора обласної газети «Зоріле Буковіней». Живе у Чернівцях.
- Кутень Іван Омелянович — поет, пісняр. Народився 1919 року в селі Збриж Чемеровецького району Хмельницької області. Музику до його віршів писали Степан Сабадаш, Анатолій Кос-Анатольський, Аркадій Філіпенко та інші композитори. Пісні з нотами виходили окремими виданнями у Києві і Москві, друкувався в журналах «Україна», «Зміна» та інших. Певний час жив і працював у Новоселиці. Помер 1988 року. Похований у Чернівцях.
- Кухарук Роман Васильович — поет, прозаїк, критик. Член Спілки письменників України. Народився 10 серпня 1968 року у Чернівцях. Дитинство пройшло на Тернопільщині та у селі Зелений Гай Новоселицького району. Після закінчення Новоселицької СШ № 1 працював у районній газеті «Ленінським шляхом», на шпальтах якої були опубліковані перші вірші. Згодом працював журналістом у різних структурах — Українське інформаційне бюро, газета «Пост-поступ», Українське незалежне інформаційне агентство новин. Створив дві газети — «Київський телеграф» та «Селянська спілка». Зараз працює на радіо «Свобода», а також е президентом центру «Свобода слова». Вийшли друком книжки — «Йой», «Небилиці» та «Пригоди Котамури».

## Л
- Локтєв Юрій Геннадійович — спортсмен. Народився 1948 року у Новоселиці. Випускник Новоселицької середньої школи № 1. Майстер спорту з волейболу. Працював тренером волейбольних команд ЦСКА (Москва), «Іскра» (Одинцово Московської області), був тренером молодіжної збірної СРСР. Нині — тренер волейбольної команди «Азот» (Черкаси), яка є володарем кубка України. Живе у Москві.

## М
- Макогон Дмитро Якович — український письменник і педагог. Народився 28 жовтня 1881 року у місті Хоросткові на Тернопільщині. На початку XX століття вчителював у селі Чорнівка Новоселицького району. Помер 1961 року.
- Марандюк Михайло Назарович — спортсмен. Народився 17 січня 1949 року в місті Новоселиця. Чотирикратний чемпіон світу з шахової композиції, член національної збірної України, гросмейстер України. Суддя міжнародної категорії.
- Мозговий Микола Петрович — співак. Народився 1 вересня 1947 року на Поділлі. Свій шлях на професійну сцену в юнацькі роки починав у Новоселиці. Народний артист України. Автор і виконавець багатьох відомих пісень, в тому числі про Новоселицю і прикарпатський край. Живе у Києві.
- Мойсей Аркадій Євгенович — публіцист, краєзнавець, педагог. Заслужений вчитель України. Народився 1950 року в селі Тарасівці Новоселицького району. Пише румунською мовою. Видав книги оповідань з історії рідного краю, є автором і співавтором ряду підручників і посібників з питань історії нашого краю. Працює вчителем історії в Тарасовецькій середній школі.

## Н
- Ніколайчук Ольга Петрівна — спортсменка. Народилася 1969 року в Топорівцях. Майстер спорту СРСР міжнародного класу із самбо, майстер спорту СРСР із дзюдо. Срібна призерка чемпіонату світу і Європи із самбо. Член національної збірної України.

## П
- Пасічник Аркадій Степанович — публіцист, сценарист. Народився 1 вересня 1942 року в Саратовській області в Росії, де сім'я перебувала в евакуації. 1969 року закінчив Новоселицьку СШ № 1 і працював у редакції новоселицької районної газети коректором і літпрацівником. Працював у редакціях газет «Вечірній Кишинів», «Советская Молдавия», «Социалистическая индустрия», «Правда». Автор документальної повісті «Геометрія творчості», збірок нарисів, сценаріїв дев'яти документальних фільмів.
- Паскар Юрій Михайлович — спортсмен. Народився 1969 року в Новоселиці. Майстер спорту СРСР із дзюдо. Срібний призер Х спартакіади народів СРСР. Бронзовий призер змагань на кубок СРСР.
- Пейсах Нісан Абрамович — хірург. Народився 1915 року. 1940 року працював заступником завідувача Новоселицького районного відділу охорони здоров'я. Пише російською мовою і мовою їдиш. Автор книги «Вихри, водовороты, жизнь», в якій описуються життя і побут новосельчан. Нині живе в Ізраїлі.
- Попадюк Дмитро Степанович — поет. Народився 25 листопада 1940 року в селі Круглик Хотинського району. Невдовзі, після того, як батько загинув на фронті, переїхав в село Жилівку Новоселицького району. Закінчив Новоселицьку СШ № 1, Чернівецький університет. Працює в школі учителем фізичного виховання, географії. З 40 років педагогічного стажу близько половини — директором Жидівської школи. Почав друкуватись в 1960-х роках в газеті «Слово правди», пізніше в газетах «Молодий буковинець», «Буковина», «Освіта».
- Попичук Дмитро Георгійович — український виконавець на народних інструментах. Народився 15 листопада 1939 року в селі Магала, нині Новоселицького району. Заслужений діяч мистецтв України від 1993 року. Народний артист України від 1998 року.
- Попова Лія Миколаївна — поетеса. Народилася 1977 року в селі Рокитне Новоселицького району в сім'ї вчителів. Навчалася на філологічному факультеті Чернівецького університету. Пише румунською мовою. Друкувалася в газетах, в колективній збірці «Храм слова».

## Р
- Раца Петро Григорович — спортсмен. Народився 1939 року в селі Костичани Новоселицького району. Майстер спорту з волейболу. Працює викладачем у Чернівецькому університеті.
- Риндюк Олексій Іванович — краєзнавець, публіцист. Народився 18 березня 1931 року в селі Іванківці Лановецького району Тернопільської області. Після закінчення Чернівецького університету від 1956 року працює вчителем географії Новоселицької середньої школи № 1. Його перу належать десятки матеріалів на краєзнавчі теми, зокрема про перебування у Новоселиці журналіста Джона Ріда, про бойовий шлях Героя Радянського Союзу В. Ф. Шкіля, інших визволителів міста, які були опубліковані в районній газеті «Слово правди», в обласній газеті «Радянська Буковина» та інших.
- Рід Джон — американський письменник, журналіст. Народився 22 жовтня 1887 року в Портленді, штат Орегон, США. Автор твору «Десять днів, що потрясли світ», численних публікацій в журналах і газетах. Він побував у Новоселиці у травні 1915 року. Тоді це прикордонне містечко опинилося у центрі воєнних дій між російськими і австро-угорськими військами. Редакція американського журналу «Метрополітен», де Джон Рід працював кореспондентом, направила його у Східну Європу, щоб розповісти про воєнні дії, які там відбувалися. Супроводити Ріда доручили художникові Бардмену Робінсону, який ілюстрував би матеріали журналіста. Шлях лежав через Румунію, яка тоді була союзницею Росії. Однак з'ясувалося, що одержати дозвіл на в'їзд в Росію — справа складна. І журналісти відважилися проникнути до неї з «чорного ходу». У глуху ніч мовчазний човняр переправив їх через прифронтову річку Прут. Так американські кореспонденти опинилися в Новоселиці. Своїми враженнями про перебування у Новоселиці Джон Рід поділився у кореспонденції «Війна у Східній Європі».
- Ротару Ауріка Михайлівна — співачка. Народилася 1959 року в селі Маршинці Новоселицького району. Заслужена артистка України. Сестра народної артистки України Софії Ротару.
- Ротару Софія Михайлівна — співачка. Народилася 9 серпня 1947 року в селі Маршинці Новоселицького району. Звідси розпочала шлях на професійну сцену. Народна артистка СРСР, народна артистка Молдови і народна артистка України. Живе в Ялті.

## С
- Сабадаш Степан Олексійович — композитор. Народився 5 червня 1920 року у селі Ванчиківці Новоселицького району. Заслужений діяч мистецтв України. Автор популярних пісень. Живе у Києві.
- Сака Серафим — румунський поет і прозаїк. Народився 1935 року в селі Ванчиківці Новоселицького району. Автор багатьох поетичних і прозових книг, які видавалися у Кишиневі та Москві. Живе в Кишиневі.
- Сандулесу Лілія Василівна — співачка. Народилася 28 лютого 1958 року в селі Маршинці Новоселицького району. Народна артистка України.
- Семенюк Анатолій Филимонович — музикант, самодіяльний поет. Народився 1924 року на Вінниччині. Закінчив музичне училище і педінститут. Працював у Новоселицькій СШ № 1. Автор пісні «Новоселиця — місто кохане». 1969 року Семенюк виїхав з Новоселиці.
- Славінський Ярослав Володимирович — гончар. Народився 30 травня 1961 року в селі Подвірне Новоселицького району. Закінчив кафедру художньої кераміки Львівського інституту декоративно-прикладного мистецтва. Член спілки народних майстрів. Відроджує гончарний промисел по всій Україні. Перевагу віддає чорнолощеній кераміці. Його вироби — ужитковий посуд — є в музеях України і за її межами, в оселях багатьох любителів мистецтва; Одна з улюблених його форм — посуд — глеки та їх різновиди. Всі вони подібні за призначенням, але кожна має свої власні оригінальні відмінності. Варіюючи одну й ту саму форму, майстер знаходить у кожному вирішенні нові пластичні риси, що робить річ самобутньою та неповторною.
- Смокіна-Ротару Зінаїда Миколаївна — самодіяльна письменниця. Народилася 28 березня 1941 року у селі Костичани Новоселицького району. Друкується з 1987 року в районних і обласних газетах. В основному пише вірші для дітей. Пише румунською мовою.
- Собко Анатолій Васильович — фотохудожник. Народився 12 липня 1947 року у селі Жилівка Новоселицького району. Закінчив Московський університет народної творчості та історичний факультет Чернівецького університету. Працює вчителем у селі Жилівка. Творчі праці друкувались в газетах «Неделя», «Освіта», в обласних і районних газетах Буковини.

## Х
- Хамзін Олександр Резанурович — спортсмен. Народився 1973 року в Новоселиці. Майстер спорту України з самбо, неодноразовий переможець і призер міжнародних турнірів. Учасник змагань на кубок світу (1997). Член національної збірної України.
- Хвиля-Олентир Андрій Ананійович — критик, політичний діяч. Народився 19 серпня 1898 року в селі Рингач Новоселицького району. У 1940-ві роки працював першим заступником наркома освіти, наркомом освіти, начальником управління в справах мистецтв при Раднаркомі УРСР. Його перу належать понад 70 книг, брошур, журнальних і газетних статей. Репресовано 1938 року. Реабілітовано 1956 року.

## Ц
- Циганеско Віталій Володимирович — спортсмен. Народився 1971 року в Тарасівцях. Майстер спорту СРСР із самбо. Призер чемпіонату України. Неодноразовий призер і переможець республіканських і міжнародних турнірів.

## Ч
- Чимборович Флоря Миколайович — перекладач, педагог-філолог. Народився 1925 року в селі Динівці Новоселицького району. Закінчив педінститут в місті Бєльці. Вчителював у школах Новоселицького і Герцаївського районів. Переклав кілька українських книг румунською мовою, які побачили світ у видавництві «Карпати» (Ужгород). Автор шести шкільних підручників з румунської мови та літератури. Помер 1987 року.

## Я
- Яворська Світлана — поетеса. Пише румунською мовою. Народилася 1975 року в селі Бояни Новоселицького району. Навчалася на філологічному факультеті Чернівецького університету. Вірші публікувалися в районних і обласних газетах Буковини, в республіканській газеті «Конкордія», в колективній збірці «Храм слова» (1996).
- Ярошинська Євгенія Іванівна — українська письменниця, фольклорист і педагог. Народилася 19 жовтня 1868 року в селі Чуньків Заставнівського району. Вчителювала у селі Рідківці Новоселицького району. Померла 21 жовтня 1904 року.